# Ingotia
Ingotia is een geslacht van neteldieren uit de klasse van de Anthozoa (bloemdieren).

## Soorten
- Ingotia bakusi Alderslade, 2001
- Ingotia scintillans (Thomson & Mackinnon, 1910)
- Ingotia sprungi Alderslade, 2001